# سانتیاگو گراسی
سانتیاگو گراسی (انگلیسی: Santiago Grassi؛ زادهٔ ۲۵ سپتامبر ۱۹۹۶) ورزشکار ورزش شنا اهل آرژانتین است.
وی در مسابقات کشوری و بین‌المللی در مجموع برندهٔ ۱ مدال نقره و ۲ مدال برنز شده‌است.